# Dialetto francese belga
Il francese belga o francese del Belgio (in francese: français de Belgique) è la varietà del francese parlato dai francofoni del Belgio. Il francese del Belgio e quello della Francia sono quasi identici, e pertanto mutuamente intelligibili, anche se esistono notevoli differenze lessicali e fonologiche.

## Influenze
Fino agli inizi del XX secolo, gli abitanti della Vallonia, la regione francofona del Belgio, parlavano il vallone. Molti parlanti erano bilingui in francese e vallone, e per quello quest'ultima lingua ebbe grande influenza nello sviluppo del francese belga. Anche l'olandese (o fiammingo) e, in minor misura, il tedesco, hanno arricchito il francese del Belgio di parole e locuzioni, specialmente a Bruxelles.
Inoltre, il fatto che il Belgio sia stato politicamente separato dalla Francia durante vari secoli (tranne che per un breve periodo di tempo, sotto il dominio napoleonico) ha contribuito alla divergenza tra le due varietà di francese, che si evidenzia in particolare in settori come gli alimenti e la pubblica amministrazione.

## Differenze di pronuncia
Esistono poche differenze fonologiche notevoli tra il francese della Francia e quello del Belgio, e inoltre non sono solitamente più cospicue di quelle che esistono tra i dialetti regionali di Francia. Le principali sono:
- Mancanza della /ɥ/ approssimante: la combinazione /ɥi/ si vede sostituita da /wi/, e in altre situazioni /ɥ/ diventa una vocale piena /y/. Per quello, per la maggior parte dei Belgi, le parole enfuir ("fuggire") e enfouir ("seppellire") sono omofone, con un suono che non esiste in italiano, quasi di una u molto chiusa e palatale
- Si mantiene la distinzione tra le vocali nasali /ɛ̃/ e /œ̃/, mentre in molte regioni della Francia questi due suoni non si distinguono più. In questo modo, anche se per molti Francesi brin ("briciola") e brun ("bruno") sono omofone, per i Belgi no.
- Esiste una distinzione più chiara tra le vocali brevi e lunghe.
- La lettera "w" si pronuncia quasi sempre /w/, come in fiammingo, mentre in Francia si suole pronunciare /v/, come in tedesco. Per esempio, la parola wagon ("vagone") si pronuncia /vaɡɔ̃/ in francese standard, mentre in francese belga è /waɡɔ̃/.
- Alcuni parlanti hanno la tendenza a non pronunciare le ultime sillabe o a farlo con un suono sordo, ossia, "d" diventa "t", "b" diventa "p", e "g" diventa "k". Combinato con la perdita delle consonanti nei gruppi consonantici finali, ciò fa sì che si pronunci /ɡʁɑ̃t/ al posto di /ɡʁɑ̃d/ ("grande") e /taːp/ al posto di /tabl/ ("table").

Ciononostante, certi accenti, come quelli urbani (specialmente quelli di Bruxelles e di Liegi), così come quelli dei parlanti più anziani, presentano una maggiore deviazione rispetto alla pronuncia francese standard. Per esempio, nel dialetto che si parla a Liegi e dintorni, specialmente tra le persone più anziane, la lettera "h" si pronuncia in certe posizioni, mentre nel francese standard non si pronuncia mai. Questo dialetto è conosciuto anche per la sua intonazione lenta, quasi melodiosa, un tratto che è più diffuso all'est, nella zona di Verviers.

## Vocabolario
Le parole esclusive del francese belga si denominano "belgicismi" (in francese belgicismes), termine che si usa anche per designare le parole olandesi (fiamminghe) che si usano in Belgio e non nei Paesi Bassi. Ne esistono troppi per farne una lista in questa voce, però tra i più conosciuti si possono evidenziare:
- L'uso di septante per "settanta" e nonante per "novanta", al posto del soixante-dix (letteralmente "sessanta-dieci") e del quatre-vingt-dix ("quattro venti e dieci") del francese standard. Queste parole si usano anche nel francese svizzero e nel francese valdostano, però a differenza di questi ultimi, i Belgi non utilizzano mai huitante al posto di quatre-vingts ("quattro venti"). Sebbene considerate un elvetismo/belgicismo, septante e nonante erano comuni anche in francese fino al XVI secolo circa, quando cominciarono a dominare le forme attuali.[1]
- Si utilizza il verbo savoir ("sapere") al posto di pouvoir ("potere") nel senso di "capacità di fare qualcosa" (in altre varietà del francese, "savoir" si utilizza esclusivamente con il significato di "sapere"). Così, nel francese belga, Je ne sais pas dormir significa "non posso dormire", mentre Je ne peux pas dormir significa "non posso dormire" nel senso di "non mi è permesso dormire". Questo usa può risultare divertente per i parlanti di altre varietà di francese, che intendono "non so dormire" nella prima frase.
- Le parole per i cibi differiscono, come si indica nella tabella sottostante. Così, per la "colazione", l'uso nel francese belga, svizzero, quebecchese e valdostano concorda con l'etimologia — déjeuner proviene da un verbo che significa "rompere il digiuno" ("dé-" + "jeûner"). Nel francese standard, tuttavia, la colazione si traduce con petit déjeuner. È possibile che questo cambio si debba alle pratiche di Luigi XIV, che si alzava a mezzogiorno per fare il suo primo pasto del giorno, che chiamava déjeuner. Posto che i domestici del re si dovevano alzare presto, facevano una piccola colazione che chiamavano petit déjeuner. Il tribunale francese adottò i cambiamenti, estendendo il nuovo uso della parola déjeuner a tutta la Francia, mentre negli altri territori francofoni rimasero in uso i termini precedenti. In Francia, souper passò ad usarsi per riferirsi al pasto che si fa intorno a mezzanotte, dopo essere andati all'opera o al teatro, mentre è oggi utilizzato solo a livello regionale in regioni frontaliere con la Svizzera o il Belgio francofono.

| Italiano  | Francese belga, svizzero, canadese e valdostano | Francese       |
| --------- | ----------------------------------------------- | -------------- |
| colazione | déjeuner                                        | petit déjeuner |
| pranzo    | dîner                                           | déjeuner       |
| cena      | souper                                          | dîner          |
- Molte parole ed espressioni valloni sono passate nel francese belga, specialmente nelle regioni orientali della Vallonia. Esistono numerosi esempi, però sono quasi impossibili da trascrivere posto che il vallone non ha un'ortografia ufficiale. Alcuni di essi sono Ka tôt rât (equivalente a à bientôt, "a presto"), peket ("(distillato di) ginepro", "gin") o barakî ("coatto", personaggio volgare di bassa estrazione sociale).
- Sono patenti anche le influenze germaniche. Si prenda ad esempio la costruzione Ça me goûte bien, un calco dai modelli germanici, come Das schmeckt mir gut o Het smaakt me (goed) in olandese, o anche Tu viens avec?, simile all'olandese Kom je mee?. In Belgio, il sindaco di una località si chiama bourgmestre (mentre nel francese standard è maire), il che riflette appunto l'influenza olandese. Per fare un altro esempio, la parola crole ("riso") viene da quella olandese krul.
- Inoltre, ci sono alcune parole esclusive del francese belga e che non sono di origine vallona né olandese, come guindaille (una festa, specialmente tra studenti), syllabus ("appunti fotocopiati"), e l'uso di s'il vous plaît con il significato di voici.